# Village Rockstars
Village Rockstars è un film del 2017 diretto da Rima Das.

## Trama
In un villaggio nel nordest dell'India, una bambina di 10 anni cerca di raggiungere il suo sogno: possedere una chitarra e formare una rock band.